# Hans Dehmelt
Hans Georg Dehmelt (Görlitz, 9 september 1922 – Seattle, 7 maart 2017) was een in Duitsland geboren Amerikaans natuurkundige die in 1989 samen met Wolfgang Paul de Nobelprijs voor Natuurkunde kreeg voor hun ontwikkeling van de ionvaltechniek. Deze techniek werd gebruikt hoge-precisie metingen van het elektron g-factor.

## Biografie
Dehmelt werd geboren in Görlitz als zoon van de advocaat Georg Karl en Asta Ella Klemmt Dehmelt. Na zijn eindexamen in 1940 aan het Evangelisch gymnasium van Grauen Kloster in Berlijn diende hij in een gemotoriseerde luchtafweereenheid. Nadat hij de veldslag van Stallingrad had overleefd werd hij naar Duitsland teruggeroepen om in kader van een legerprogramma natuurkunde te studeren aan de universiteit van Breslau. In 1944 werd hij naar het westfront gestuurd waarbij hij tijdens het Ardennenoffensief door de Amerikaanse troepen krijgsgevangen werd gemaakt.
Na zijn vrijlating in 1946 zette hij zijn studie voort aan de universiteit van Göttingen, onder andere bij Richard Becker, Hans Kopfermann, Werner Heisenberg, Max von Laue, Wolfgang Paul en Max Planck – bij diens begrafenis werd hij uitgekozen als drager. Tijdens een college raakte hij voor het eerst geïnteresseerd in de mogelijkheid om een elektron te isoleren, iets wat volgens theoretici niet mogelijk was. Na zijn afstudeerscriptie in 1948 over een Thomson-massaspectrograaf promoveerde hij in 1949 met een scriptie over Kernquadrupolfrequenzen in kristallinen Jodeverbindungen.
Na twee jaar als postdoc aan de Duke University ging hij in 1955 naar de universiteit van Washington in Seattle, waar hij in 1955 tot assistent-hoogleraar, in 1958 tot buitengewoon hoogleraar en in 1961 tot gewoon hoogleraar werd benoemd. Datzelfde jaar, 1961, verkreeg hij ook het Amerikaanse staatsburgerschap. In 2002 ging hij met emeritaat.

## Werk
Nadat Dehmelt in 1956 voor de eerste maal de voordelen had beschreven om een ionenval te gebruiken als hoogresolutie spectroscopie, werkte hij in de daaropvolgende jaren de grondbeginselen uit voor de bouw ervan. In 1973, na bijna twee decades van krachtinspanning en experimenteren kon hij een instrument demonstreren die met elektrische en magnetische velden een enkele elektron kon invangen en langdurig vasthouden. Zijn uitvinding was geïnspireerd op de principes van de vacuümontladingsbuis ontwikkeld door de Nederlandse fysicus Frans Michel Penning (1894-1953). Dehmelt noemde zijn uitvinding daarom de Penningval.
In de jaren daarna verbeterde hij de techniek zodanig dat hij rond 1987 van een elektron het magnetisch spinmoment (g-factor) zeer nauwkeurig kon bepalen, namelijk "2,002319043768" ±0,000000000043. Ook lukte het Dehmelt en zijn collega's om een enkele positron (anti-elektron) te isoleren en daarmee de eerste metingen te verrichten om de g-factor van antimaterie te bepalen.

## Erkenning
Voor zijn werk ontving Dehmelt enkele belangrijke wetenschappelijk onderscheidingen, waaronder de Davisson-Germer-Prize (1970), de Rumford-Prijs (1985), de Nobelprijs voor Natuurkunde (1989) en de National Medal of Science (1995).